# 미슬라브 오르시치
미슬라브 오르시치(크로아티아어: Mislav Oršić, 1992년 12월 29일~ )는 크로아티아의 축구 선수로 현재 좌측 윙어로 활약하고 있으며 K리그1 등록명은 오르샤였다.

## 클럽 경력
2009년 인테르 자프레시치에서 프로 경력을 시작하였다. 2013년 이탈리아 세리에 B의 스페치아 칼초에서 1시즌 간 활약한 후 리예카로 이적하며 고국으로 복귀하였다. 리예카 이적 당시 이적료는 70만 달러였다.
그러던 중 노상래 감독의 눈에 그가 들어왔고, 2014년 12월 30일, 전남 드래곤즈로 임대 이적이 발표되었다. 2015년 5월 13일 수원 삼성과의 2015 FA컵 32강 경기에서 전남에서의 첫 골을 기록하였다. 2015년 11월에 바이아웃 조항까지 포함하여 전남 드래곤즈로의 완전 이적에 합의하였다.
2016년 7월 여름 이적 시장에서 창춘 야타이로 이적하였다. 그러나 시즌 종료 후 팀에서 새로운 외국인 선수 영입을 하자 K리그 복귀를 추진하였고, 2017년 2월 9일 울산 현대가 오르샤의 영입을 공식 발표하였다.
2017 시즌 동안 울산 선수들 중 유일하게 전 경기(38경기) 출전하여 10골을 기록하였고, FA컵 우승을 이끌어 냈다.
2018년 4월 4일 울산문수축구경기장에서 열린 2018 아시아 축구연맹 챔피언스리그 F조 조별리그 5차전 멜버른 빅토리 FC를 상대로 2골을 기록하여 팀의 6-2 대승을 이끌어 냈고, ACL 이주의 베스트 11 선정됨과 동시에 ACL 이 주의 선수로 선정되었다.
대한민국 시절의 오르시치는 본인과 각 구단에 서로서로 좋은 이미지로 남아 있는 편이다. 전남 드래곤즈 구단 관계자가 갓 입국한 오르시치를 데리고 서울 구경을 해 주려고 하자 오르시치 본인이 곧바로 연고지인 광양시로 가자고 말했고, 대한민국 음식에도 잘 적응하는 모습을 보였다고 한다. 또한 현재의 부인 역시 대한민국에서 만났고, 2018년 시즌 중 GNK 디나모 자그레브의 부름을 받아 크로아티아로 귀국한 후에도 대한민국에 호감을 갖고 있다고 한다. 2022년 FIFA 월드컵 시즌 중에는 두 아들들이 대한민국과 우루과이의 조별리그 경기를 시청하는 장면을 그의 부인이 사진을 찍어서 SNS에 올리기도 했다.
2018년 5월 26일 울산 현대를 떠나 크로아티아의 명문 클럽 GNK 디나모 자그레브로 이적했다. 당시 GNK 자그레브 측이 오르시치 영입을 위해 울산 현대에 지급한 이적료는 12억 5,000만 원이다. 2018년 8월 22일 BSC 영 보이스와의 UEFA 챔피언스리그 플레이오프 1차전에서 전반 40분 득점을 기록했다. 하지만 팀은 1,2차전 합계 3-2로 챔피언스리그 무대에서 탈락했다. 2019년 2월 21일에 열린 유로파리그 32강 2차전 FC 빅토리아 플젠과의 경기에서 전반 15분 득점을 기록했다. 이 경기에서 팀은 3-0으로 승리했고, 1차전 2-1 패배를 만회하며 16강전에 진출했다.
2019년 8월 21일에 열린 UEFA 챔피언스리그 플레이오프 1차전에서 전반 28분 득점을 기록하였으며 팀은 2-0 승리를 거두었다. 2019년 9월 10일 아탈란타 BC와의 챔피언스리그 경기에서 해트트릭을 작렬하며 팀의 4-0 승리를 이끌었다.
2021년 3월 19일에 열린 유로파리그 16강전 2차전 토트넘 핫스퍼 FC와의 겅기에서 해트트릭을 작렬하며 1차전 2:0패배를 만회하며 8강전에 진출했다.
2022년 FIFA 월드컵을 마감한 후 2023년 1월 6일 사우샘프턴 FC로 이적했다. 이적료는 600만 파운드(90억 원)로 알려졌다. 동년 1월 12일 맨체스터 시티 FC와 맞붙은 카라바오컵 8강전 후반 37분에 교체 출전하며 잉글랜드 데뷔전을 치렀다.

## 국가대표팀 경력
2019년 9월 9일 열린 아제르바이잔 축구 국가대표팀과의 UEFA 유로 2020 예선 경기에서 86분 교체 투입되면서 A매치 데뷔전을 치렀다.
UEFA 유로 2020 본선 멤버로 차출되었다. 본 대회에서 16강전인 스페인과의 경기에서 교체 출전을 했다. 교체 출전 이후 1골 1도움을 올리면서 경기를 연장전까지 가게 하는데 기여했으나 팀은 16강에서 탈락했다.
2022년 FIFA 월드컵을 앞두고 크로아티아 국가대표로 선발되어 처음으로 월드컵 무대를 밟았다. 벨기에전에 결장한 것을 제외하고, 4강전까지 로테이션 멤버로 나서서 어시스트 2개를 기록했다. 특히 브라질과의 8강전에는 연장 후반인 114분에 교체 출전하여 117분에 도움을 기록하였고, 승부차기에서 4번째 키커로 나서서 골을 성공시키며 크로아티아의 2연속 월드컵 4강 진출에 일조했다.
계속 로테이션 멤버로만 나오던 오르시치는 도하에서 모로코와 맞붙은 2022년 FIFA 월드컵 3·4위전에 처음으로 선발 출장, 전반 42분에 마르코 리바야의 패스를 받아 크로아티아의 2번째 골을 넣으며 월드컵 데뷔 골을 신고했다. 이 골을 잘 지킨 크로아티아가 모로코에 승리함에 따라, 오르시치의 골은 크로아티아를 2022년 FIFA 월드컵 3위에 올려 놓은 결승골이 됐다.

## 수상 내역

### 클럽

#### 울산 현대
- FA컵 우승 : 2017

#### GNK 디나모 자그레브
- 프르바 HNL 우승: 2018-19, 2019-20, 2020-21
- 크로아티안 컵 우승 : 2020-21
- 크로아티아 슈퍼컵 우승 : 2019

### 개인
- UEFA 유로파리그 스쿼드 오브 더 시즌: 2020-21

## 참고 문헌
- K리그 인물탐구 - 서울보다 광양을 더 선호하는 용병 '오르샤'